# بهگوان داس
بهگوان داس یا باگاوان داس (Devanagari: भगवान दास) (متولد کرمیت مایکل ریگز (به انگلیسی: Kermit Michael Riggs)  در ۱۷ مه ۱۹۴۵)، معروف به بابا بهگوان داس، یوگی آمریکایی است که به مدت شش سال در هند، نپال و سریلانکا زندگی کرده‌است. باگاوان داس یک یوگی باکتی، استاد شاکتی تانترا، معلمی روحانی، خواننده کِرتان و نویسنده است.